# Rudnik Mały (województwo mazowieckie)
Rudnik Mały – wieś w Polsce położona w województwie mazowieckim, w powiecie siedleckim, w gminie Wodynie. Ma status sołectwa.
Wierni Kościoła rzymskokatolickiego należą do parafii Nawiedzenia Najświętszej Maryi Panny w Seroczynie.
W latach 1975–1998 miejscowość położona była w województwie siedleckim.
We wsi działa założona w 1927 roku jednostka Ochotniczej straży pożarnej. Jednostka ma w swoim posiadaniu dwa średnie samochody gaśnicze GBA 4/16 Mercedes z 1977 roku oraz GBA 2/24/2,5 Renault z 1998 roku.